# Totenzettel

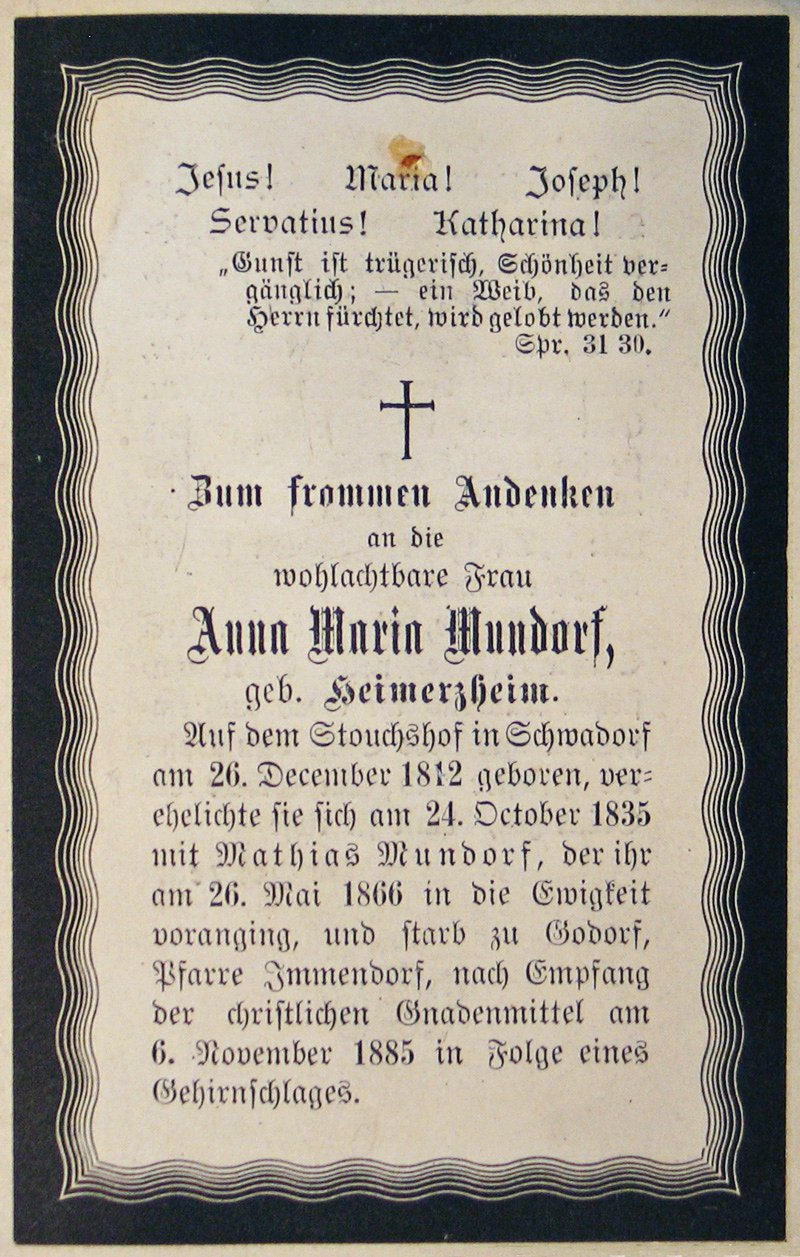
Totenzettel aus dem Rheinland, 1885

Totenzettel sind einfache oder gefaltete Zettel mit den wichtigsten Lebensdaten eines Verstorbenen, die meist im Rahmen des Requiems an die Trauergäste verteilt werden. Der Brauch war im 19. Jahrhundert im gesamten katholischen Europa verbreitet und wird regional immer noch gepflegt. In manchen Gegenden sind dafür die Bezeichnungen Totenbild(chen), Totenbrief, Sterbebild(chen) und Sterbezettel, Trauerbild(chen) und Trauerzettel, Leichenzettel, Grabzettel, Leidbild oder Leidbildchen gebräuchlich, in Österreich werden sie auch Parten oder Partezettel genannt, in Teilen der Schweiz Leidhelgeli.
Im weiteren Sinn versteht man unter Totenzettel auch Todesnachrichten, die früher im Ort verteilt oder versandt wurden. Ihrem Zweck und der Aufmachung nach waren sie jenen ähnlich, die man auch heute noch benutzt, um das Ableben eines Menschen mitzuteilen, um das Gebet für den Verstorbenen und seine Familie zu erbitten und zur kirchlichen Begräbnisfeier einzuladen. Sie sind eine sehr informative Quelle für die Ahnenforschung und werden daher manchmal auch von Familienforschern in gedruckter oder elektronischer Form reproduziert.

## Geschichtlicher Rückblick
Der älteste erhaltene Totenzettel wurde 1663 in Köln gedruckt für die dort am 23. Juni 1663 verstorbene Catharina Balchem. Niederländische Quellen nennen das Jahr 1668 als früheste nachweisbare Datum der Bidprentjes; der älteste Würzburger Totenzettel stammt aus dem Jahr 1672. Totenzettel erfreuten sich insbesondere in den Niederlanden einer besonderen Beliebtheit, wie die umfangreichen Sammlungen in Nijmegen (Albertinum) und Amsterdam (Museum Amstelkring) mit je 300.000 Exemplaren sowie jene des Centraal Bureau voor Genealogie in Den Haag mit über einer Million Exemplaren zeigen. Inhalt und Umfang passten sich dabei den Gewohnheiten der jeweiligen Zeit an. Ende des 17. Jahrhunderts und vor allem im 18. Jahrhundert fasste man auf vielen Totenzetteln das Leben des Verstorbenen zusammen, vermerkte wichtige Ereignisse und pries die geistliche Prägung des Lebenslaufes. Begleitend konnten Trost spendende Zitate biblischer oder sonstiger Herkunft abgedruckt sein, manchmal in lateinischer Sprache sowie in der deutschen Übersetzung.
Im 19. Jahrhundert verbreitete sich der Brauch über das gesamte katholische Europa und erreichte 1840 Bayern. Bis 1860 wurden gewöhnliche Heiligen- oder Andachtsbildchen, gelegentlich solche mit gestanztem Spitzenrand, auf der Rückseite mit dem Namen und sonstigen Angaben über den Verstorbenen bedruckt. Erst danach setzte die Produktion spezieller Sterbebilder mit schwarzem, oftmals aber auch silbernem Trauerrand ein. Der Trauerrand ist auf den ersten Totenzetteln noch nicht vorhanden und wird auch heute seltener verwendet wird.
Die kleinformatigen Totenzettel sind in der Regel zwei- oder vierseitig und werden in Papierformaten ähnlich DIN A6 oder auch DIN A7 gedruckt, die größeren erreichen DIN A4 oder sogar das Format eines kleineren Plakats. Auf der ersten Seite ist in der Regel ein Bild des Verstorbenen abgedruckt.
Je weiter man sich dem 20. Jahrhundert nähert, desto mehr verknappt sich der Inhalt der Totenzettel auf einige wenige Lebensdaten des Verstorbenen und desto mehr vereinfacht sich der Bildschmuck. Es bleibt zuweilen nur der Trauerrand. Der Wunsch, der Verstorbene möge die ewige Ruhe erlangen, und die an die Hinterbliebenen gerichtete Bitte um ein Gebet für den Verstorbenen gehören in vielen Gegenden zum unverzichtbaren Bestandteil der Totenzettel, anderswo entspricht der Text weitgehend dem einer Todesanzeige in der Zeitung. Neuerdings finden sich auch Totenzettel mit freier gestalteten Texten, z. B. Zitaten aus der Literatur, Liedern oder Ähnlichem, die einen Bezug zur verstorbenen Person haben und manchmal von ihr bereits zu Lebzeiten ausgewählt wurden.
Die Bitte um Gebet wurde auch zum Anlass genommen, den Totenzettel in ein Gebet- oder Gesangbuch zu legen, daher findet man häufig Totenzettel oder Sterbebildchen zwischen den Seiten von Gebet- und Gesangbüchern. Teils werden Totenzettel in Form einer Sammlung aufbewahrt.

## Bildliche Gestaltung

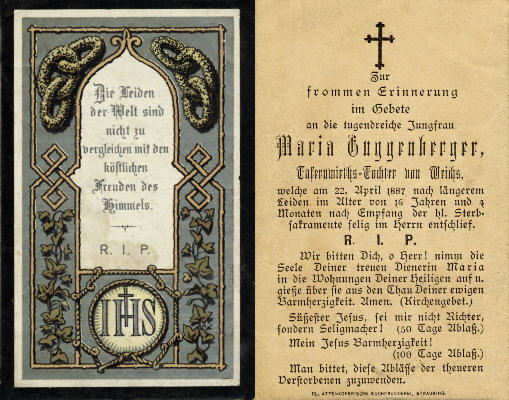
Sterbebild eines jungen Mädchens aus dem Jahr 1887

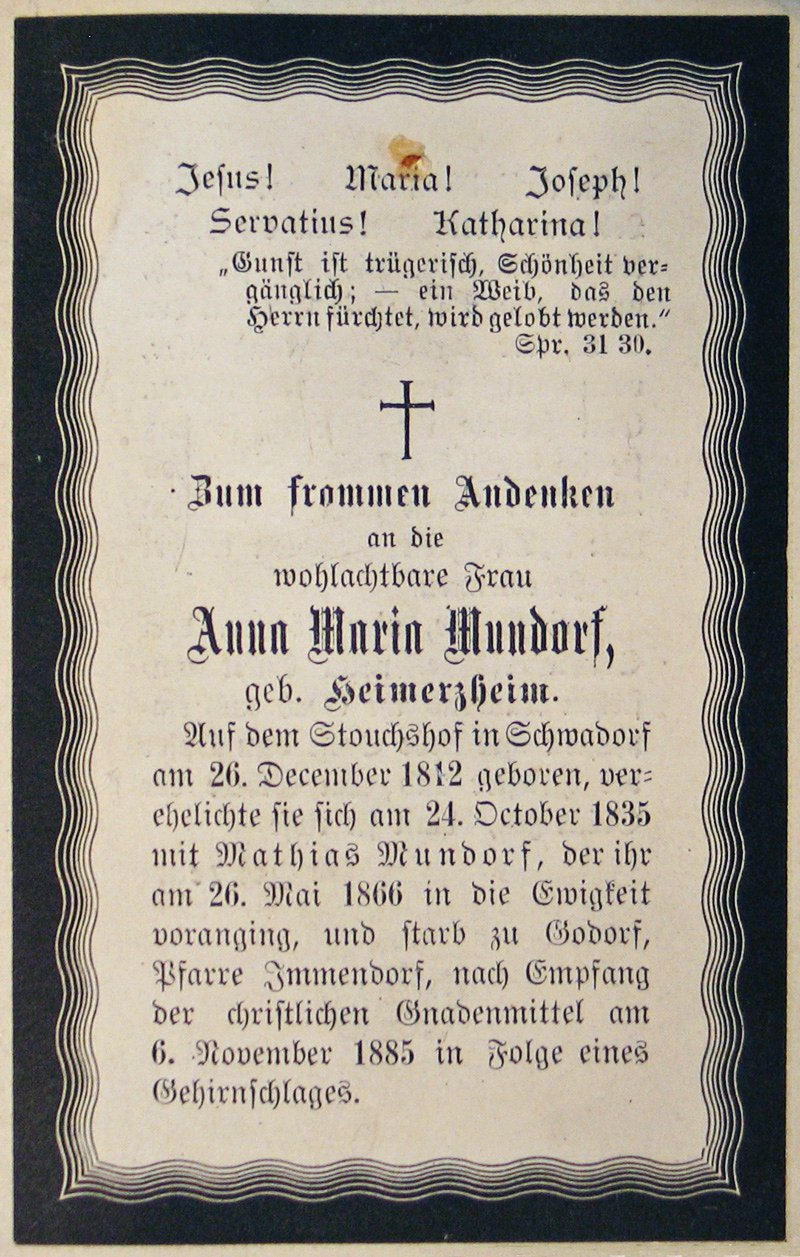
Totenzettel aus dem Rheinland, 1885

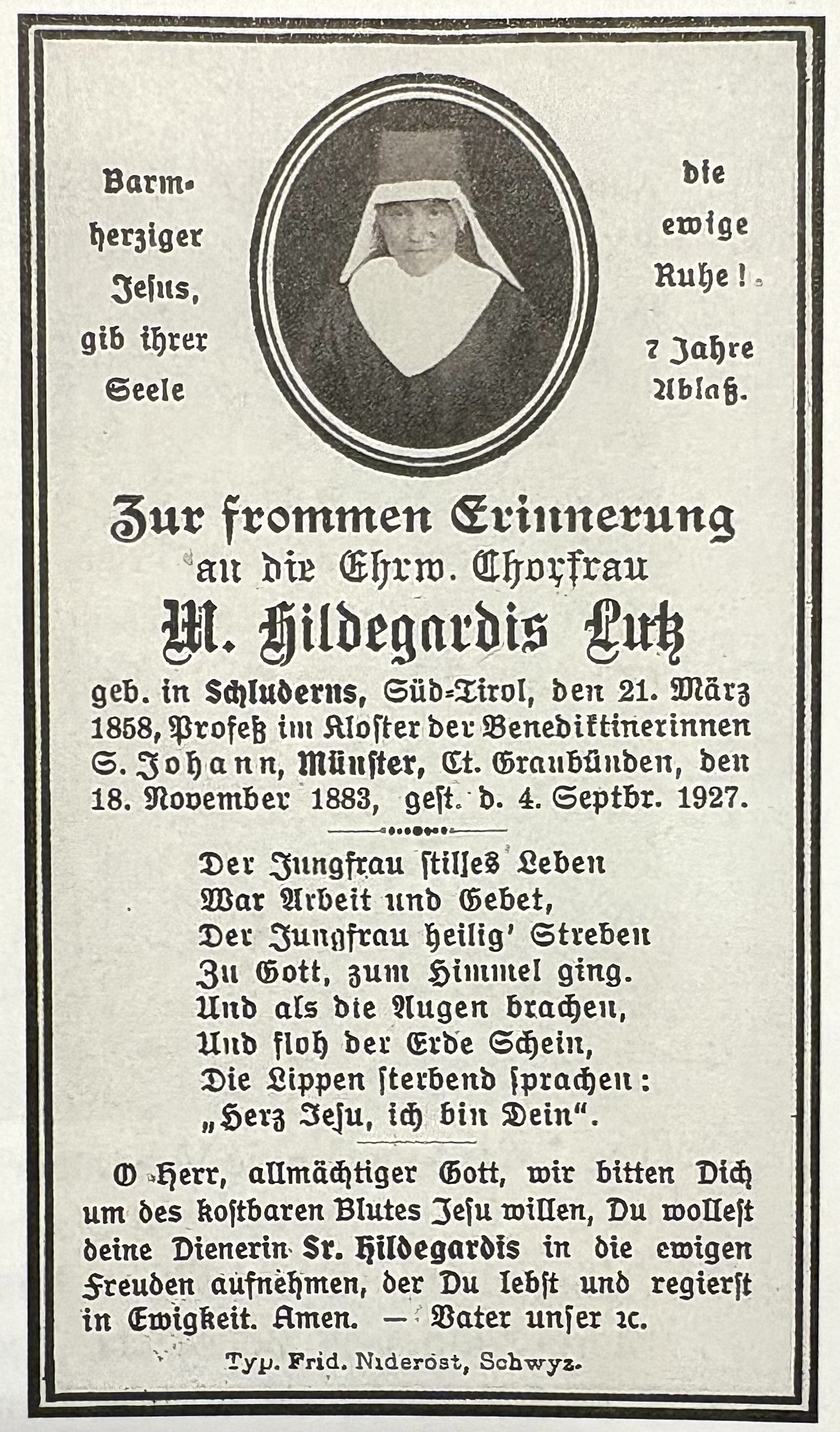
Sterbebild Hildegardis Lutz, Priorin im Benediktinerinnenkloster St. Johann.

Hauptthema war früher auf den Sterbebildern die Passion Christi. Darstellungen der Todesangst auf dem Ölberg, über den Kreuzweg und den Kreuzestod bis zur Auferstehung waren die Regel. Häufig dargestellt findet sich in diesem Themenkreis Maria als schmerzensreiche Muttergottes. Daneben gab es Bilder, welche die Heilige Familie in ihrer werktäglichen Beschäftigung zeigten.
Eine große Rolle, vor allem bei verstorbenen Kindern, spielten Schutzengelbilder oder auch Darstellungen Marias oder Jesu Christi. Gerne wählte man Abbildungen der als wundertätig geltenden Marien- oder Heiligenfiguren bekannter Wallfahrtsorte in Bayern, etwa der „schwarzen Madonna“ der Gnadenkapelle von Altötting. Auch Auferweckungswunder wurden dargestellt.
Von etwa 1885 bis zum Ende des Ersten Weltkrieges waren die ikonographischen Motive am breitesten gefächert. Es gab eine fast unüberschaubare Fülle symbolischer und allegorischer Darstellungen mit Grabkerzen, Gedenksteinen, Urnen und Säulen sowie Stillleben aus Kreuzen, Leidenswerkzeugen, Ankern, Kelchen, Herzen und so weiter.
Ab etwa 1875 wurden die Textseiten der Sterbebilder vielerorts mit Originalfotografien versehen. Die Fotos mussten hierzu in Handarbeit ausgeschnitten und aufgeklebt werden. Der Brauch, den Verstorbenen selbst mit abzubilden, verbreitete sich ab 1885. In Bayern fasste diese Sitte nur sehr zögernd Fuß. Lediglich die Sterbebilder von Honoratioren oder anderen hochstehenden Persönlichkeiten weisen hie und da ein Foto des Verstorbenen auf. Erst mit den Gefallenenbildchen des Ersten Weltkrieges wurde das Einrücken eines Fotos auch in Bayern üblich.
Heute findet man zuweilen auch Totenzettel mit nichtreligiösen Darstellungen, z. B. werden Fotos von herbstlichen Landschaften oder Bäumen verwendet.

## Textliche Gestaltung

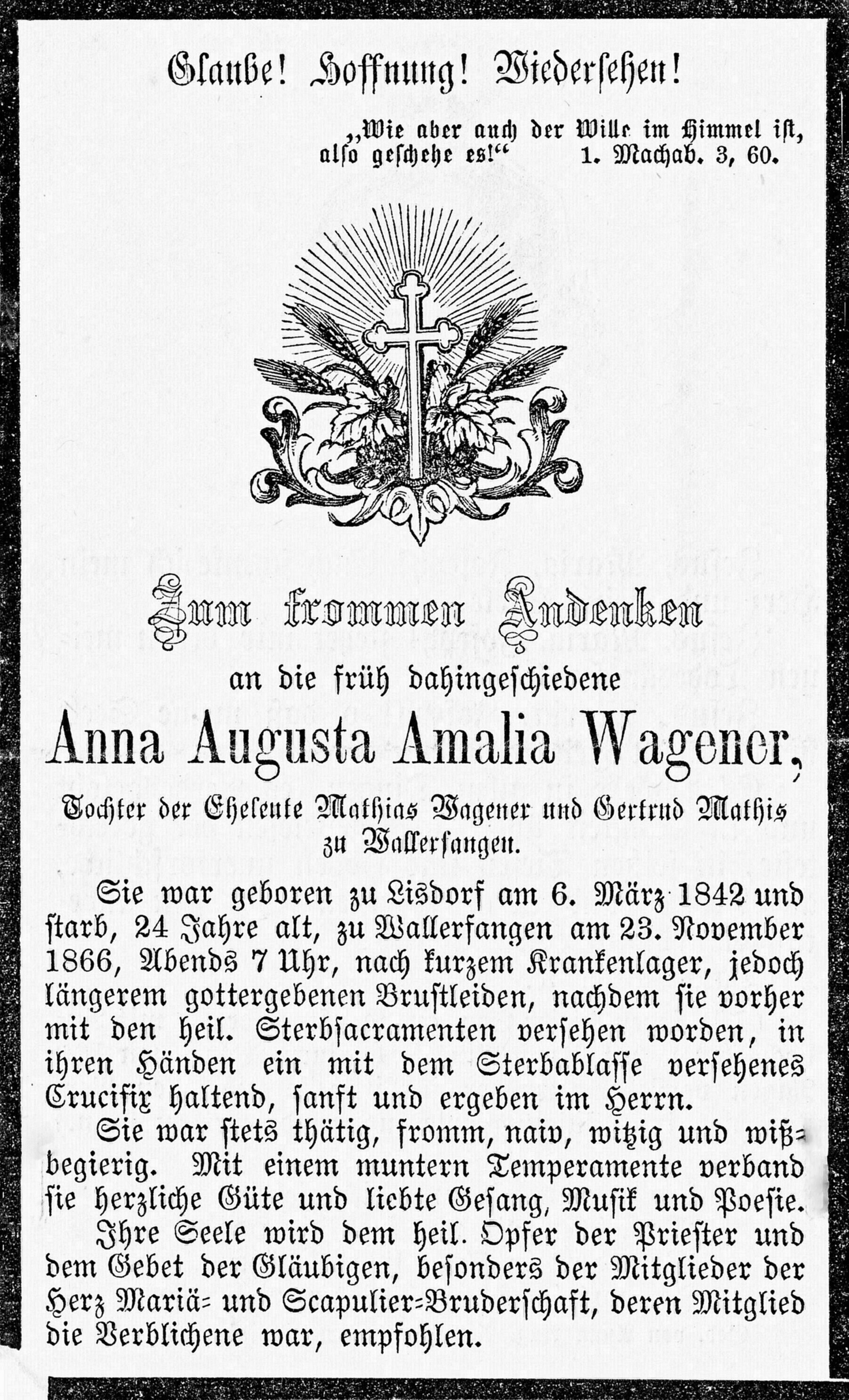
Totenzettel mit genauen Angaben zur Todesursache und Persönlichkeit, 1866

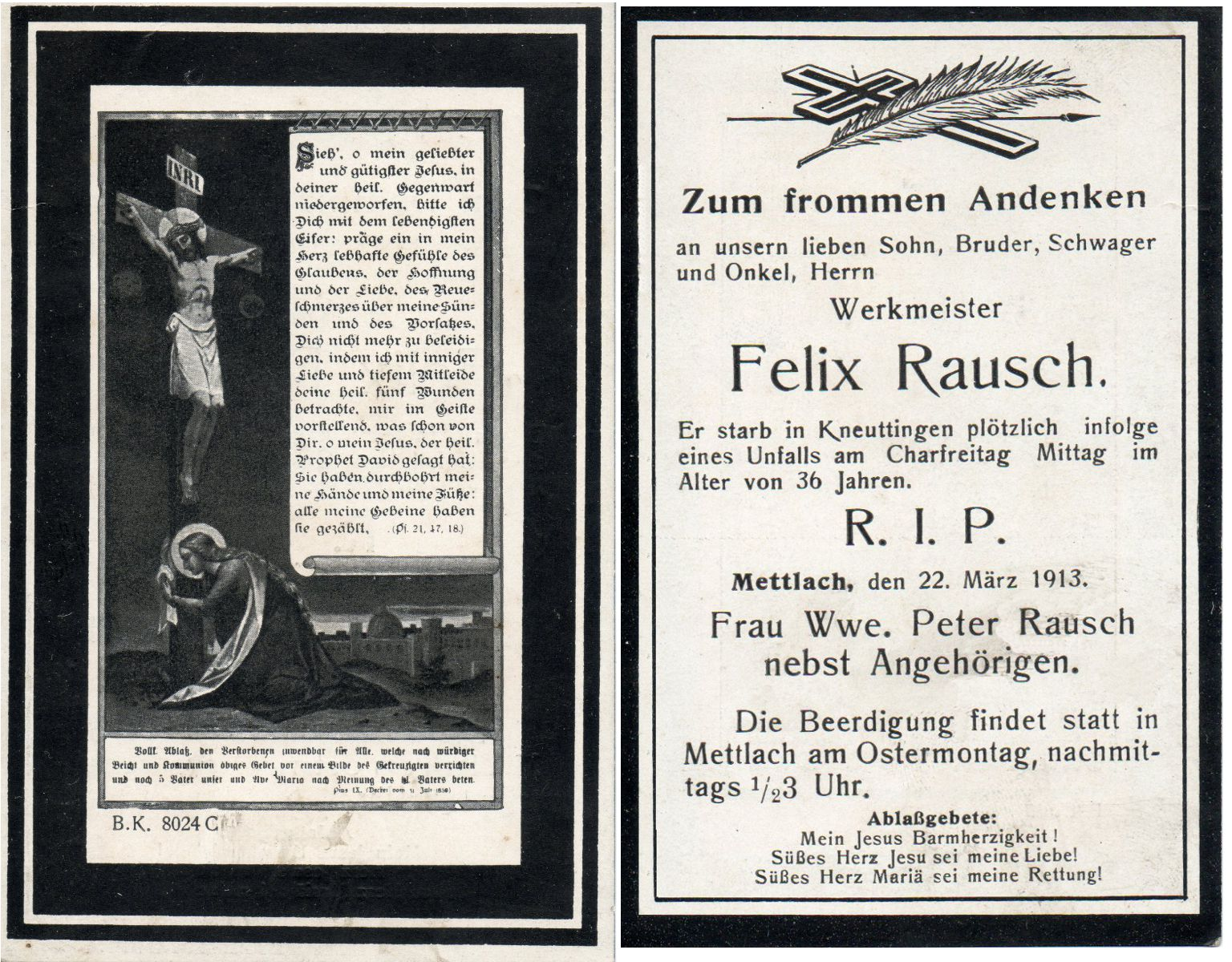
Totenzettel aus dem Jahr 1913 mit Ablassgebet

Neben der bildlichen Darstellung auf der Vorderseite war stets auch der ausgewählte Text auf der Rückseite des Sterbebildes von großer Bedeutung. Zwischen 1860 und 1950 waren die Sterbebilder sehr beredt. Der Betrachter erfährt vom Familien- und Gesellschaftsstand „ehrengeachteter“ Männer und Frauen und davon, ob sie verheiratet, verwitwet oder als „tugendsame Jünglinge oder Jungfrauen“ dahingeschieden waren.
In der Landwirtschaft spielten Hof- und Flurnamen eine gewichtige Rolle. Es wurde genau festgehalten, ob die verstorbene Person z. B. Bäuerin, Austragsmutter (bayrisch, siehe Auszugshaus), Bauernsohn oder der „Huberbauer“ war.
Das lange oder kurze Leiden wurden ebenfalls genannt. Bei Unglücksfällen ist auch deren Art bezeichnet worden, selbst vom Tod „durch Mörderhand“ ist zu lesen. Sorgfältig ist auch das genaue Alter des oder der Verstorbenen angeführt sowie der Empfang der Sterbesakramente. Vermerkt wurden früher auch Verdienste beim Militärdienst und Kriegsauszeichnungen, Verdienste in öffentlichen Ämtern und wichtigste weltliche bzw. geistliche Orden und Ehrenzeichen sowie Mitgliedschaften in einem Dritten Orden. Auch die Berufsbezeichnung galt bis in die 50er Jahre hinein als unerlässlich. Weitere wichtige Informationen auf den Totenzetteln sind Geburtsnamen, Geburts- und Sterbeort.
Vielfach wurden die Sterbebilder mit Sinnsprüchen – meist Gebetstexte, Zitate aus der Bibel- oder den Kirchenvätern – versehen. Häufig findet sich das lateinische Requiescat in pace, oft auch abgekürzt zu „R.I.P.“ auf der Vorder- oder Rückseite des Sterbebildes. Manchmal wurden auf dem Totenzettel auch Ablasskonditionen angegeben.

## Druckverfahren
Technisch waren die Sterbebilder von etwa 1860 bis 1890 in Stahlstich oder Lithografie ausgeführt. Ab 1880 verlegte man sich zunehmend auf die Chromolithografie. Nach dem Ersten Weltkrieg wurde der Kupfertiefdruck aufgenommen. Bei der Herstellung aufwendiger Bilder waren häufig mehrere Druckereien beteiligt, indem ein Betrieb die aufwendigen bildlichen Darstellungen druckte und diese Formulare dann von einer anderen Druckerei mit dem Text, meist im Bleisatz, bedruckt wurden. Dadurch konnten die Totenzettel schnell und auch in technisch nur einfach ausgestatteten Betrieben hergestellt werden. Zusammenstellungen von Totenzetteln aus einem Ort zeigen dabei oft, dass bestimmte Druckereien über einen langen Zeitraum die gleichen Bilder verwendeten.